# トリヴェーロ
トリヴェーロ（伊: Trivero）は、イタリア共和国ピエモンテ州ビエッラ県に存在した、人口約5,700人の基礎自治体（コムーネ）。
2019年1月1日にモッソとソプラーナとヴァッレ・モッソと合併し、ヴァルディラーナの一部となった。

## 地理

### 位置・広がり
| コムーネとしてのトリヴェーロに隣接していたコムーネは以下の通り。括弧内のVCはヴェルチェッリ県所属を示す。 - カマンドーナ - カプリーレ - クレヴァクオーレ - クリーノ - メッツァーナ・モルティリエンゴ - モッソ - ポルトゥラ - プライ - スコペッロ (VC) - ソプラーナ - ストローナ - ヴァッランツェンゴ - ヴァッレ・モッソ - ヴァッレ・サン・ニコラーオ |

## 行政

### 分離集落
コムーネとしてのトリヴェーロには、以下の分離集落（フラツィオーネ）があった。
Barbato, Barbero, Barozzo, Baso, Bellavista, Botto, Brovarone, Bulliana, Castello, Caulera, Centro Zegna, Cereje, Dosso, Ferla, Ferrero, Fila, Giardino, Gioia, Grillero, Guala, Lora, Loro, Marone, Mazza, Mazzucco, Molino, Oro, Piana, Polto, Ponzone, Pramorisio, Pratrivero, Rivarolo, Ronco, Rondò, Roveglio, Sant'Antonio, Sella, Trabaldo, Vaudano, Vico, Villaggio Residenziale, Zoccolo